# پادماواتی
پَدماوَتی (انگلیسی: Padmaavati) یک فیلم حماسی و درام تاریخی به کارگردانی سانجای لیلا بانسالی است که از سوی پارامونت پیکچرز در ۱ دسامبر ۲۰۱۷ منتشر شده‌است. این فیلم بر اساس داستان میان ملکه پَدمینی و سلطان علاءالدین خلجی در حماسه پَدماوَت (۱۵۴۰ میلادی) اثر شاعر صوفی، ملک محمد جائسی (malik muhammad jāyasi) ساخته شده‌است.
از بازیگران این فیلم می‌توان به دیپیکا پادوکونه، شاهد کاپور و رَنویر سینگ اشاره کرد.